# Hipstedt
Hipstedt – miejscowość i gmina w Niemczech, w kraju związkowym Dolna Saksonia, w powiecie Rotenburg (Wümme), wchodzi w skład gminy zbiorowej Geestequelle.

## Współpraca
- Dünwald, Turyngia